# Kärrhults Gård
Kärrhults Gård (Français: Ferme de Kärrhult) est un jardin botanique et un café situé dans le Småland,. La ferme a remporté le prix de la fondation Skandia « Idée de l’année pour la vie » pour son travail sur le bien-être des personnes et la santé mentale.

## Activité
La ferme Kärrhults possède une histoire remontant à 1905, époque à laquelle elle fonctionnait comme une ferme traditionnelle. Au cours des années 2020, elle a été transformée en destination touristique avec un service de café et sert aujourd’hui de lieu pour diverses fêtes et événements. Elle a accueilli une variété de manifestations, notamment des événements privés, des séances photo, des conférences et des réunions associatives,,,,,. La ferme et ses bâtiments ont été utilisés comme lieux de réunions et de conférences par, entre autres, Rotary, SPF Seniorerna (sv), Riksförbundet Svensk Trädgård (sv), Inner Wheel (sv) et d’autres associations,,,,.

## Sources
1. ↑  (sv) « Kärrhults gård » [archive du 17 mai 2025], sur Naturkartan (consulté le 17 mai 2025)
2. ↑  (sv) « Sök i arkiven » [archive du 17 mai 2025], sur Archives nationales de Suède (consulté le 17 mai 2025)
3. ↑  « En plats för välmående och gemenskap » [archive du 18 février 2025], sur Nyhetsreportage (consulté le 17 mai 2025)
4. ↑  (sv) Anna Karlsson, « Bildextra: Hon slår upp portarna till nya trädgårdscafèet » [archive du 17 mai 2025], sur Värnamo Nyheter (sv) (consulté le 17 mai 2025)
5. ↑  « Kärrhultsgård, summer garden café in Broaryd » [archive du 19 avril 2025], sur Visit Isabergsregionen (consulté le 17 mai 2025)
6. ↑  (sv) « Gårdsrundan » [archive du 17 mai 2025], sur Visit Isabergsregionen (consulté le 17 mai 2025)
7. ↑  (sv) « Turistresa med Veddige Buss » [archive du 17 mai 2025], sur Veddigebuss.se (consulté le 17 mai 2025)
8. ↑  « Turistresa med Veddige Buss » [archive du 4 mai 2025], sur Veddige Buss (consulté le 17 mai 2025)
9. ↑  (sv) « Minifoto på Kärrhults gård » [archive du 17 mai 2025], sur Ekmården (consulté le 17 mai 2025)
10. ↑  (sv) « Gislaveds Trädgårdsförening » [archive du 17 mai 2025], sur Riksförbundet Svensk Trädgård (sv) (consulté le 17 mai 2025)
11. ↑  (sv) « Klubbmöte » [archive du 17 mai 2025], sur Inner Wheel (sv) Sverige (consulté le 17 mai 2025)
12. ↑  « Kärrhults gård: Trädgårdsdag med fika » [archive du 17 mai 2025], sur Aktiva Seniorer Gislaved (consulté le 17 mai 2025)
13. ↑  (sv) « Kärrhults gård » [archive du 17 mai 2025], sur SPF Seniorerna (sv) (consulté le 17 mai 2025)
14. ↑  (sv) « Kick-off i en avslappnande miljö » [archive du 17 mai 2025], sur Rotary Smålandsstenar (consulté le 17 mai 2025)